# José Girotti
Giuseppe Girotti, OP (Alba, Reino de Italia, 19 de julio de 1905 -Campo de concentración de Dachau, Alemania nazi, 1 de abril de 1945) fue un sacerdote católico italiano de la Orden de Predicadores. Sirvió como biblista del libro de Sabiduría y el libro de Isaías y como profesor de estudios teológicos antes de la Segunda Guerra Mundial, época en la que empezó a ayudar a las personas judías y protegerlas del Holocausto. Fue arrestado en 1944 y fue trasladado de prisión en prisión antes de ser encarcelado en el campo de concentración de Dachau, donde se hizo amigo de Josef Beran y Carlo Manziana.
La beatificación del sacerdote fue celebrada el 26 de abril de 2014 en la Catedral de san Lorenzo después de que el papa Francisco confirmara que el dominico murió “in odium fidei” o “por el odio de la fe”. El cardenal Severino Poletto celebró la misa solemne en nombre del papa.

## Vida
Giussepe Girotti nació el 19 de julio de 1905 en Alba Giuseppe Girotti nació el 19 de julio de 1905 en Alba en la provincia de Cuneo, siendo el mayor de tres hijos de Celso Girotti y Martina Proetto. Le siguieron sus hermanos Giovanni y Michele Girotti. José fue bautizado el 30 de julio, e inició sus estudios en octubre de 1911. De 1911 a 1913 fue pupilo del profesor Ferrio. Recibió su primera comunión y confirmación el 9 de mayo de 1912 del obispo Giussepe Re.
En el verano de 1918, presenció el sermón de un sacerdote de la Orden de Predicadores en la Catedral de San Lorenzo. En ese momento, José Giuseppe quedó cautivado hasta el punto de que puso su corazón en convertirse en un sacerdote. Se acercó al sacerdote de la catedral y le expresó su deseo de unirse. El sacerdote lo persuadió y alentó para que siguiera su llamado de parte de Dios. Empezó sus estudios para el sacerdocio en Chieri en el convento dominico, en el cual entró el 5 de enero de 1919, y se mantuvo hasta 1922. El 26 de septiembre de 1922, fue enviado al Convento de Santa María della Querica en Viterbo para continuar sus estudios, pero  pasó un breve periodo de tiempo en Fiesole. El 30 de septiembre de 1922 fue revestido con el hábito blanco característico de la orden.
El 15 de octubre de 1923 hizo su profesión de la orden en Viterbo, y el 3 de agosto de 1930 fue ordenado en Chieri El 15 de octubre de 1923 por el obispo de Vigevano Giacinto Scapardini, y después de su ordenación estudió a las Sagradas Escrituras en la Universidad Pontificia de Santo Tomás de Aquino en Roma y en la École Biblique de Jerusalén bajo la guía de Marie-Joseph Lagrange. En junio de 1942 publicó su trabajo y estudio sobre el Libro de Isaías después de haber publicado uno del Libro de la Sabiduría de Salomón en 1938. En 1934 publicó también su escrito académico llamado “Prolita in Sacra Scriptura”.
Trabajó como profesor de estudios teológicos en el Convento dominico de Santa María della Rose en Turín. También le gustaba ayudar a personas adultas mayores en un hospicio no muy lejos de su convento. Uno de sus estudiantes fue el padre Giacinto Bosco. Su tiempo en el convento llegó a su fin en 1938, pues fue removido de sus deberes y movido al Convento de San Domenico en la misma ciudad. Se volvió un oponente al régimen fascista de Mussolini. Después de la ocupación alemana de Italia, salvó a personas judías del brutal Holocausto, perpetuado por la Alemania nazi, por medio de la creación de escondites seguros y rutas de escape desde la nación, así como por medio de identificaciones falsas. Llamaba usualmente a los judíos “portadores de la palabra de Dios” y “hermanos mayores”. Su tiempo en Jerusalén le permitió fortalecer relaciones ecuménicas con el judaísmo y su cultura, la cual le sirvió de forma invaluable a él y a su misión. Girotti también ayudó a Emma de Benedetti y a sus padres, pues estos conocían a Girotti antes de la guerra, pues sus padres vivían cerca de él en Alba. El sacerdote dominico ayudó a Emma y a su madre a encontrar refugio por varios meses en un convento de Turín, y les proveyó identificaciones falsas a su Padre. También le brindó socorro al abogado Salvatore Fubini de Turín.
Fue atrapado ayudando a un partisano judío hacia la casa del profesor Joseph Diena, razón por la que fue arrestado el 29 de agosto de 1944: alguien se había disfrazado de necesitado y fue llevado a Villa Carvorette donde el sacerdote ocultaba a Diena. Esta persona reportó a Girotti a las autoridades nazis y Girotti fue arrestado, siendo primero llevado a la cárcel de Le Nouve en Turín, donde su prior falló en sacarlo de la cárcel. Girotti fue ingresado en la cárcel San Vittore en Milán, antes de ser movido al campo de Bolzano el 21 de septiembre de 1944, lugar donde conoció al sacerdote Angelo Dalmasso. Luego fue enviado finalmente al campo de concentración de Dachau en la noche del 9 de octubre de 1944, y fue marcado con el número de prisionero 113355. Girotti fue encarcelado en  la cabina 26 con otros mil sacerdotes en un espacio designado para 180 prisioneros, y ahí hizo amigos cercanos como los ya mencionados.
El 1 de marzo de 1945 empezó a sufrir de dolor reumático e hinchazón en sus piernas, los cuales aumentaron dos semanas después por la hinchazón extendida en su lado derecho. Girotti fue llevado a un centro médico en la prisión para la evaluación y fue diagnosticado con carcinoma probable. Entre el 23 de marzo y el 1 de abril se mantuvo en el centro médico, y en pascua (el 1 de abril) fue “probablemente” matado con una inyección letal de gasolina. Sus restos fueron enterrados en una fosa común 3 kilómetros más lejos del campo. Otro prisionero escribió en la litera que José Girotti ocupó, diciendo: “Aquí durmió san Giuseppe Girotti”.

### Reconocimiento de Justos entre las Naciones
El 14 de febrero de 1995, el Yad Vashem declaró al sacerdote Justos entre las Naciones. Un árbol fue plantado en su honor en Jerusalén al lado de la Avenida de los Justos.

## Beatificación
El proceso de beatificación comenzó con un proceso diocesano que el cardenal Anastasio Ballestero inauguró en Turín el 20 de marzo de 1988, mientras que cerró con Giovanni Saldarini el 20 de enero de 1990. La Congregación para las Causas de los Santos después validó este proceso el 12 de febrero de 1994.[cita requerida] La introducción formal a la causa vino en el pontificado del papa Juan Pablo II el 13 de enero de 1989, cuando Girotti se volvió siervo de Dios. La Congregación para las Causas de los Santos recibió la carpeta oficial del positio de la postulación en 2003 para su evaluación.[cita requerida]
Teólogos afirmaron su creencia de que el fraile fue asesinado por su fe el 20 de enero de 2012, mientras la Congregación para las Causas de los Santos llegó a la misma conclusión el 5 de febrero de 2013. El papa Francisco confirmó el 27 de marzo de 2013 que el sacerdote fue asesinado “in odium fidei” (por el odio de la fe), confirmando la inminente beatificación del dominico. El cardenal Severino Poletto (en nombre del papa) presidió la beatificación en la Catedral de San Lorenzo el 26 de abril de 2014.
El actual postulador de la causa del fraile es Vito Tomás Gómez García. 